# Malá galerie Výzkumného ústavu veterinárního lékařství
Malá galerie Výzkumného ústavu veterinárního lékařství (dříve Minigalerie Výzkumného ústavu veterinárního lékařství) je výstavní prostor v budově Výzkumného ústavu veterinárního lékařství (VÚVeL) v Brně-Medlánkách. Kurátorkou je Sylva Tománková.

## Historie
Galerie sloužila jako alternativní výstavní prostor od listopadu 1971, kdy ji začal spravovat po svém příchodu do Výzkumného ústavu veterinárního lékařství J. H. Kocman. Spolu s brněnským kurátorem a konceptuálním umělcem Jiřím Valochem připravoval výstavy široké škále umělců, kterým byly možnosti veřejné prezentace v oficiálních výstavních prostorách odňaty z ideologických důvodů. K výstavám byly vydávány světlotiskem rozmnožované minikatalogy s textem, a pokud prostor katalogu dovolil, i s reprodukcí díla. V několika málo případech si autoři vydali katalogy tiskem (Jozef Jankovič, Pavel Nešleha). Jiří Valoch tento prostor označil za „místo s nejvyhraněnějším výstavním programem v Brně do začátku 80. let“. Návštěvnický okruh byl omezen na přátele a známé, sympatizanty, další výtvarníky a zaměstnance ústavu, pro snahu o eliminaci jejich odporu k soudobému umění se do výstavního programu zahrnovali i „srozumitelnější umělci“. 
Kocman s Valochem spravovali Minigalerii do roku 1985 a v tomto období zde uspořádali 90 výstav. Konaly se zde např. autorské prezentace Běly Kolářové, Cecilie Markové, Aleny Kučerové, Marie Filippovové, Otakara Slavíka, Václava Houfa, Jana Švankmajera, Svatopluka Klimeše nebo Miloše Šejna. Zvláštní místo v dramaturgii Minigalerie měli tehdy na Slovensku zakazovaní umělci, a tak zde postupně vystavovali Jozef Jankovič, Juraj Meliš nebo Klára Bočkayová. Pozornost byla v Minigalerii věnovaná rovněž fotografii, a to v širokém rozpětí – od dokumentu Miroslava Myšky přes inscenované fotky členů skupiny Epos, až po ryze konceptuální projekt Jaroslava Anděla. Jiří Valoch také připravil dvě skupinové výstavy, z nichž první byla věnována Přírodě a druhá Principu koláže.
V dalších letech její dlouhé existence zde vystavovala řada umělců, například Vladimír Kololia (1987), Vlasta Švejdová (1991, 2000), Libor Teplý (1991), Sylva Lacinová (1992), Jan Rajlich ml. (1992), Jan Rajlich st. (1993, 2003), Vlastimil Zábranský (1993), Miroslav Štolfa (1994), Leonid Ochrymčuk (1994, 2002), Inez Tuschnerová (1995), Emanuel Ranný (1995, 2001), Antonín Čalkovský (1998), Zdena Höhmová (1998), Miroslav Netík (1999), Petr Baran (1999), Rostislav Čuřík (2000), Martin Foretník (2000), Vlasta Baránková (2000), Dalibor Chatrný (2001), Petr Kvíčala (2001), Dana Chatrná (2001), Petr Veselý (2002), František Maršálek aj.
U příležitosti 70. výročí založení ústavu byla od 29. dubna do 26. června 2025 uskutečněna výstava Minigalerie VÚVeL: prvních patnáct let 1971–1985 a zároveň vyšla stejnojmenná publikace mapující dané období.